# Fred Diamond
Pour les articles homonymes, voir Diamond.
Fred Irwin Diamond (né le 19 novembre 1964) est un mathématicien américain. Ses recherches portent sur les formes modulaires et les représentations galoisiennes. Il est connu pour sa contribution à la démonstration de la conjecture de Shimura-Taniyama-Weil (maintenant appelé le théorème de modularité).

## Biographie
Diamond étudie à l'université du Michigan (diplôme de B. Sc. en 1983) et obtient son Ph. D. en 1988 sous la direction d'Andrew Wiles à l'université de Princeton (« On congruence modules associated to {\displaystyle \Lambda }-adic forms »). Il est, en 1988-1989, chercheur postdoctoral à l'université d'État de l'Ohio. De 1990 à 1994, il est Ritt Assistant Professor à l'université Columbia ; de 1994 à 1996, EPSRC Research Associate  à l'université de Cambridge et en 1996-97, Lecturer au Massachusetts Institute of Technology. En 1997, il devient professeur associé à l'université Rutgers et en 1999 à l'université Brandeis, où il devient professeur en 2002. Il est depuis 2006 professeur au King's College de Londres.
Il a été professeur invité à l'Institute for Advanced Study (1994, 1995), à Harvard, au MIT, à l'université Paris VII (été 2000) et à l'université Paris-Sud (été 1997).
Diamond a établi, avec Christophe Breuil, Brian Conrad et Richard Taylor une démonstration complète de la conjecture de Shimura-Taniyama-Weil,,. Celle-ci permet la généralisation de travaux d'Andrew Wiles et de Richard Taylor, qui à leur tour interviennent dans la démonstration du Dernier théorème de Fermat.
Diamond a obtenu en 1997 un AMS Centennial Fellowship pour la période 1997-1999. Depuis 1999, Diamond est éditeur du périodique Manuscripta Mathematica. Il est élu Fellow de la London Mathematical Society en 2010.

## Livre
- Fred I. Diamond et Jerry Shurman, A first course in modular forms, Springer, coll. « Graduate Texts in Mathematics » (no 228), 2005, xvi+436 (ISBN 0-387-23229-X)[8],[9],[10].